# Hawajka czubata
Hawajka czubata (Palmeria dolei, haw. ‘Ākohekohe) – gatunek małego ptaka z rodziny łuszczakowatych (Fringillidae). Endemit Hawajów. Gatunek krytycznie zagrożony.

## Taksonomia

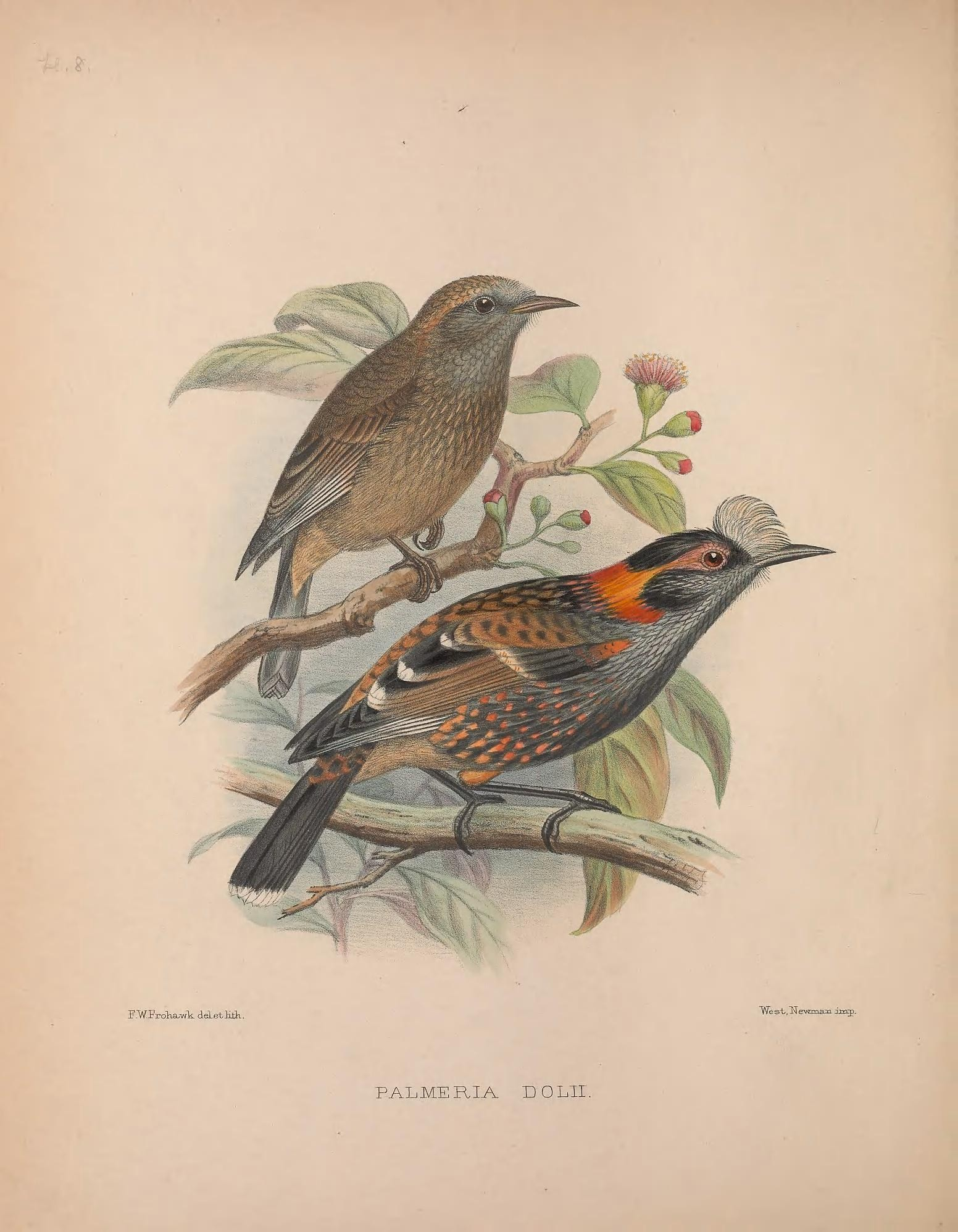
Hawajki czubate na XIX-wiecznym rysunku

Jest to jedyny przedstawiciel rodzaju Palmeria. Nie wyróżnia się podgatunków.

## Występowanie
Hawajka czubata występuje endemicznie na hawajskiej wyspie Maui, obecnie jedynie w jej wschodniej części – na północno-wschodnich zboczach wulkanu Haleakalā. Na sąsiedniej Molokaʻi wyginęła – ostatnie potwierdzone stwierdzenie miało tam miejsce w 1907 roku.

## Morfologia
Długość ciała do 18 cm.
Między oczami znajduje się gęsty czubek. Nad okiem płowa plamka, natomiast na karku pomarańczowa półobroża. Ciemne upierzenie, jaśniejsze u młodych osobników. Niebieskie policzki oraz niektóre cętki (niekiedy występują także brązowe). Czarny, wachlarzowaty ogon z białymi plamkami i szarym spodem.  Brak dymorfizmu płciowego. Skrzydła brązowe z niebieskimi cętkami i przepasaniem.

## Ekologia i zachowanie
Zasiedla mgliste, górskie lasy bogate w drzewa ohia z gatunku Metrosideros polymorpha. Występuje w przedziale wysokości 1100–2300 m n.p.m., ale zazwyczaj 1500–2100 m n.p.m. Ptak trudny do zauważenia ze względu na ciemne ubarwienie i częste mgły w lasach górskich.
Jest to gatunek wszystkożerny; odżywia się nektarem kwiatów i bezkręgowcami (a zwłaszcza gąsienicami). Kiedy znajdzie dowolny kwiat na drzewie, zaczyna odstraszać inne ptaki swym śpiewem, złożonym z gwizdów, bulgotów i skrzeków. Ptak bardzo hałaśliwy i ruchliwy.
Mało wiadomo o rozrodzie hawajki czubatej; para tworzy w koronach drzew gniazdo w kształcie czarki, zrobione z materiału roślinnego. Samica składa 2 białe jaja z brązowymi plamkami.

## Status, zagrożenia i ochrona
Międzynarodowa Unia Ochrony Przyrody (IUCN) od 2004 roku uznaje hawajkę czubatą za gatunek krytycznie zagrożony (CR – critically endangered); wcześniej, od 1994 roku klasyfikowano ją jako gatunek narażony (VU – vulnerable). W 1980 roku liczebność populacji szacowano na około 3750 osobników, w 2017 na około 1768 osobników. Trend liczebności uznaje się za spadkowy. Hawajka ta występuje na skrajnie małym obszarze – około 70 km². W przeszłości spadki liczebności tego gatunku powodowało głównie niszczenie i modyfikacja jego siedlisk, a także szybkie rozprzestrzenianie się na niżej położonych obszarach komarów przenoszących groźne choroby. Ponadto na wyspy zostały introdukowane jelenie i świnie, wpływające na hawajskie środowisko. Do innych zagrożeń dla gatunku należy drapieżnictwo introdukowanych kotów, szczurów, płomykówek, prawdopodobnie także mangust złocistych, a ponadto zmiany klimatu.
W celu ochrony gatunku podejmuje się takie działania jak budowa ogrodzeń na wysokości około 1070 m n.p.m., usuwanie zdziczałych zwierząt kopytnych, obrączkowanie ptaków itp. Podjęto też z powodzeniem próby rozmnażania tych ptaków w niewoli.